# Raucherstillleben
Das Raucherstillleben, auch toebakje oder rookertje, ist eine besondere Form der niederländischen Stilllebenmalerei des 17. Jahrhunderts. Einerseits waren die tönernen Fässchen, leuchtend weißen Pfeifen und glühende Lunten und Kohlen eine erfreuliche Erweiterung der dargestellten Requisiten und somit Spielfläche für optische Effekte und Farbnuancen; andererseits erinnerten die lasterhaften Sujets – eben wie das Rauchen – den Käufer daran, nicht diesen vollends zu verfallen und sich der gegenteiligen Tugend bewusst zu werden.

## Das Rauchen in den Niederlanden des 17. Jahrhunderts

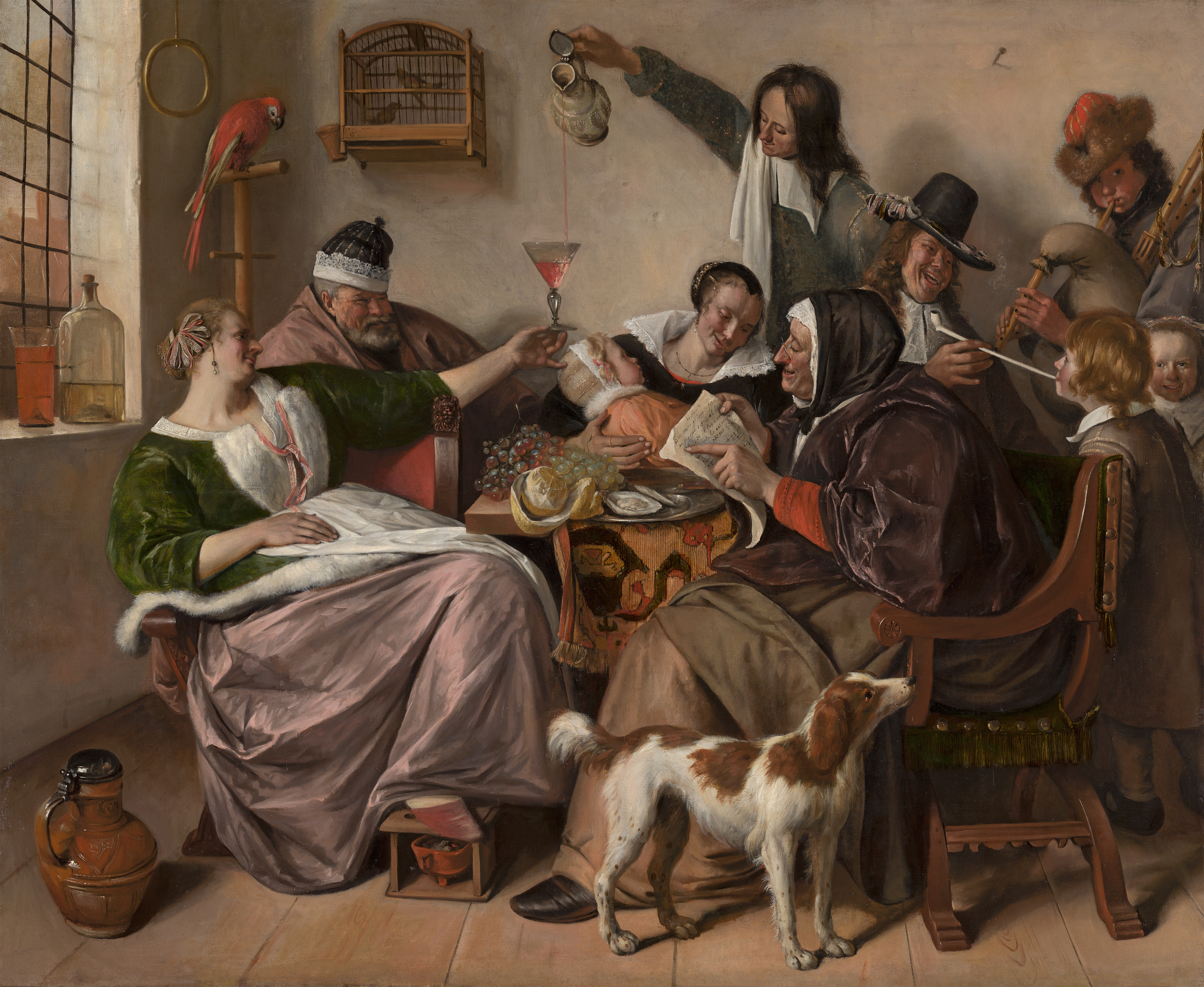
Jan Steen
Wie die Alten (sangen), so (pfeifen) die Jungen, ca. 1665, Öl auf Leinwand, 134 × 163 cm, Mauritshuis, Den Haag

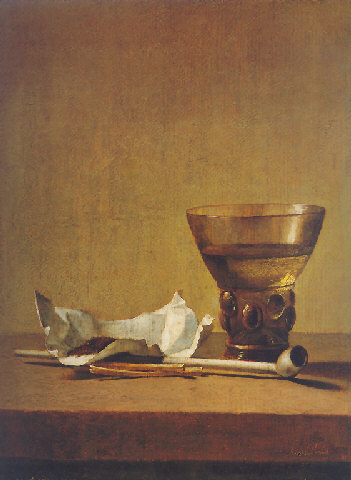
Karel Slabbaert
Raucherstillleben, 1641, Öl auf Holz, 41 × 34 cm, Privatbesitz

Der Tabak wurde um 1580 von Seeleuten in den Niederlanden eingeführt und nahm rapide an Beliebtheit zu. Es ist auch nicht zu übersehen, dass das Rauchen bspw. in Gemälden von Jan Steen oder Adriaen van Ostade eine negative Konnotation besitzt. Es stellt sich demnach die Frage, warum eine in der Gesellschaft als derart negativ empfundene Tätigkeit wie das Rauchen als Motiv für Gemälde in Frage kam, die dann die Zimmer der Käufer schmückten. Sybille Ebert-Schifferer erklärt dies mit einer Ambivalenz des Rauchens in den Niederlanden des 17. Jahrhunderts. Das Rauchen war offiziell verpönt, wurde aber dennoch von nahezu jedem leidenschaftlich betrieben. Sie erkennt hier eine ähnliche Moralwirkung, wie sie auch in den Gemälden Jan Steen anwesend ist. Indem dieser die schlechten Eigenschaften der Menschen aufzeigte, ermahnte er sie gleichzeitig zur Abkehr von diesen und somit zur Moral.
Ab 1620 lief über die Häfen in Amsterdam und Rotterdam der Hauptimport des Tabaks. Über die Zölle verdiente das Land sehr gut an dem eigentlich verpönten Genussmittel und in der Stadt Gouda blühte die Produktion und der Handel mit den beliebten weißen Tonpfeifen. Die toebakjes und rookertjes zeigen also nicht nur eine moralisierende Konfrontation mit der Wirklichkeit auf, sondern einen ganz reellen Wirtschaftszweig des Landes, der 1660 als bürgerliches Vergnügen fest etabliert war und sogar eigens dem Rauchen vorbehaltene Lokale, sogenannte toebackskroegen, entstehen ließ.

## Entwicklung des Raucherstilllebens
Das Raucherstillleben ist nicht wie andere Stilllebenarten (Blumenstillleben, Mahlzeitstillleben etc.) eine Weiterentwicklung eines in der Malerei bereits bekannten Motivs, sondern eine Erfindung der niederländischen Stilllebenmalerei des 17. Jahrhunderts. Das früheste überlieferte Stillleben, das das Rauchen thematisiert, wurde 1622 von Pieter Claesz gemalt und zeigt ein von nah betrachtetes Arrangement verschiedener Objekte, deren Verteilung auf dem Tisch an frühe flämische Banketjes – wie die von Osias Beert oder Clara Peeters – erinnert. In Claesz.' Gemälde lehnt eine weiße Tonpfeife an einem Bierglas, der grobe Tabak liegt davor auf einem Blatt weißen Papier; und das Tonfässchen mit den glühenden Kohlen steht im linken hinteren Teil des Ensembles. Die Rauchutensilien (Tonpfeife, Tabak, Lunte und Kohlefässchen) können als Versinnbildlichung des Geruchsinns interpretiert werden, wie in Claesz.’ Fünf-Sinne-Darstellung von 1623 im Louvre. Allerdings verlangt das frühe Gemälde von 1622 eine weitere wesentliche Lesung. Thematisch handelt es sich um eine deutliche Darstellung der Vanitas, versinnbildlicht durch Tätigkeiten wie das Trinken, Kartenspielen und eben auch das Rauchen. Das Gemälde belegt, dass das Motiv des Rauchens als eitle und sinnentleerte Tätigkeit in die Stilllebenmalerei eingeführt wurde. Noch augenscheinlicher wird dies in Willem Claesz. Hedas Gemälde im Museum Bredius, worin dieser die Bedeutung der Rauchwerkzeuge und der erloschenen Öllampe durch die Gegenwart eines Totenschädels illustrierte.
Das Motiv des Rauchens wurde oft mit ähnlichen lasterhaften Motiven kombiniert. So finden sich Arrangements von Rauchutensilien kombiniert mit Austernmahlzeiten, Bier, Wein und dem beliebten Mittel gegen die Folgen des Trinkens – dem Pökelhering. Die Verbindung der Motive kann sowohl über die gemeinsame Bedeutung als Verweise auf die Vanitas als auch über die Verbildlichung tatsächlich miteinander kombinierter Lebensmittel hergeleitet werden.
Das Raucherstillleben folgte formal der allgemeinen Entwicklung der Stilllebenmalerei. So tritt es um 1630 im Kanon der Monochromen Banketjes auf – bei Künstlern wie Pieter Claesz., Willem Claesz. Heda und deren Nachfolgern – bspw. Maerten Boelema de Stomme. Ab der Mitte des 17. Jahrhunderts reflektiert das Raucherstillleben die für diese Jahre üblichen Tendenzen gesteigerter Monumentalität und der Betonung der Lichtwirkung – meist vor einem schwarzen Hintergrund – bspw. in Gemälden von Edwaert Collier und Pieter van Anraedt. Besonders viele Amsterdamer Maler fallen in diesem Zusammenhang auf. Künstler wie Jan Jansz. Treck, Jan Jansz. van de Velde, Jan Fris und Jan Jansz. Ellinga malten noch toebakjes – oft mit dem, das Wappen der Stadt Amsterdam tragenden, hellen Tonkrug – als in anderen Städten diesem Motiv längst nicht mehr so viel Aufmerksamkeit gewidmet wurde. Im deutschen Sprachraum tritt auch hier wieder Georg Flegel hervor. Sein in diesem Zusammenhang oft zitiertes Gemälde von ca. 1630 im Historischen Museum Frankfurt zeigt, dass er sich mit diesem Motiv auseinandersetzte. Dies tat er in einer für ihn typischen eigenständigen Weise: das Gemälde zeigt eine Goudaer Tonpfeife, eine glimmende Lunte und den Tabak auf weißem Papier in Kombination mit einem großen Römerglas und zwei Erdbeeren als Ensemble in einer Nische. Das für Flegel sonst untypische vereinheitlichte Kolorit spiegelt möglicherweise den Einfluss der tonigen Haarlemer Stillleben dieser Zeit wider. Flegels Raucherstillleben wäre ohne die niederländischen toebakjes nicht denkbar – wie wohl das Raucherstillleben überhaupt eine recht niederländische Angelegenheit war.

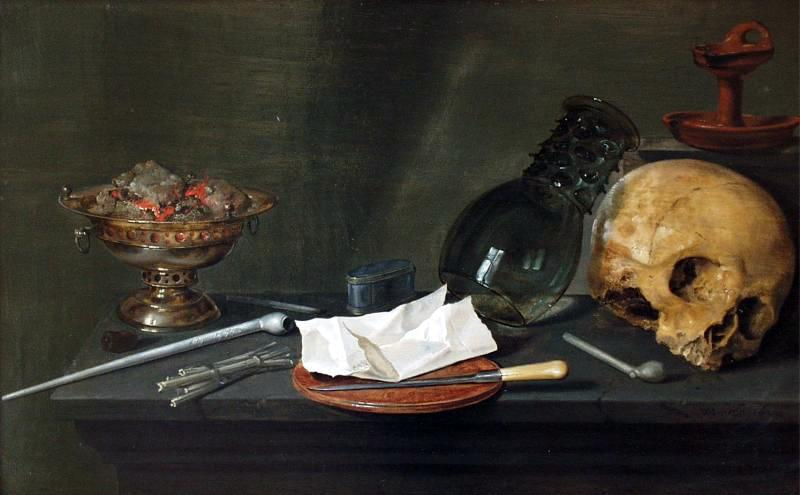
Willem Claesz. Heda Vanitas, 1628, Öl auf Holz, 45,5 × 69,5 cm, Museum Bredius, Den Haag
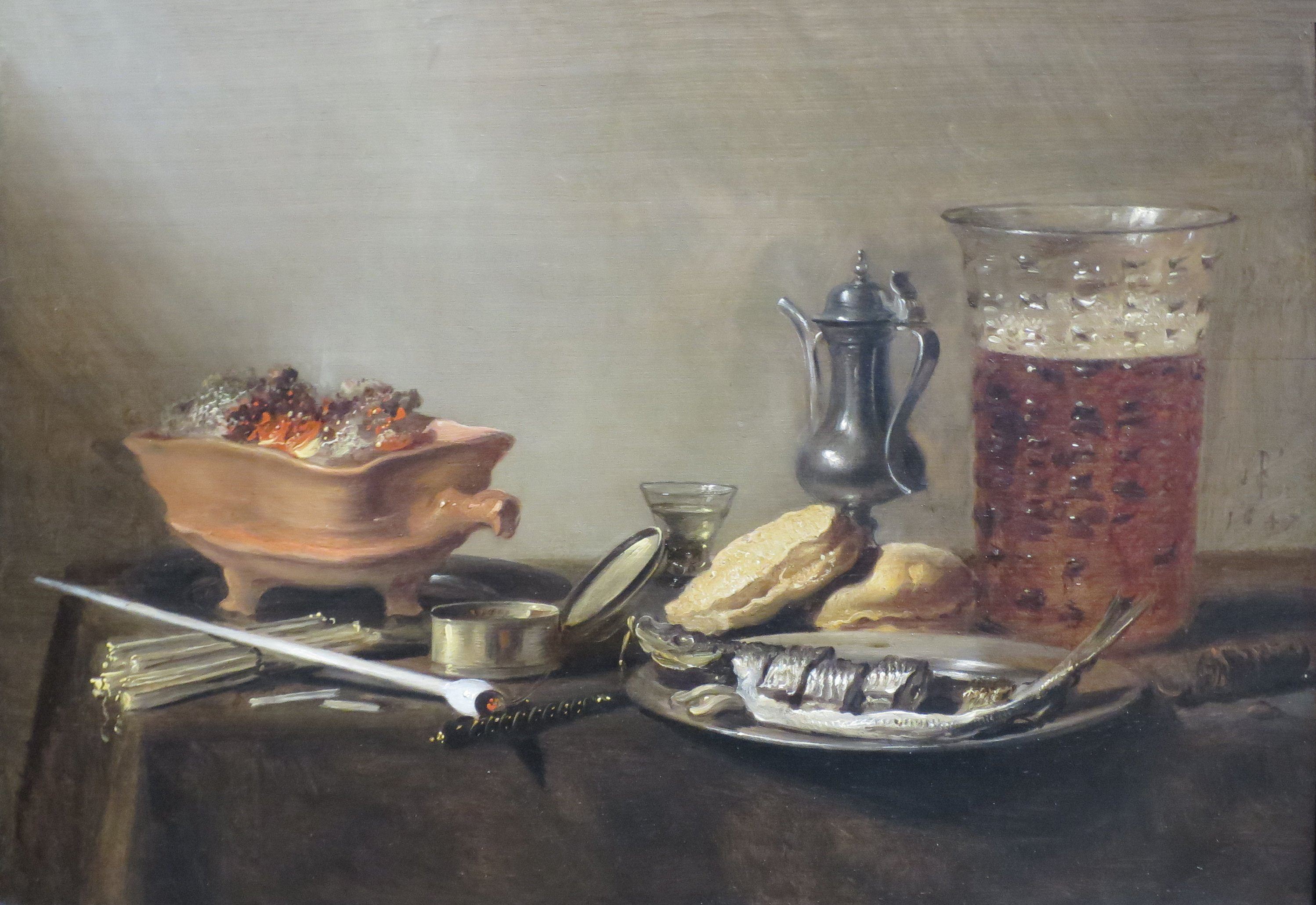
Pieter Claesz Raucherstillleben mit Fischmahlzeit und Bier, 1647, Öl auf Holz, 39,7 × 55,9 cm, Fine Arts Museums of San Francisco
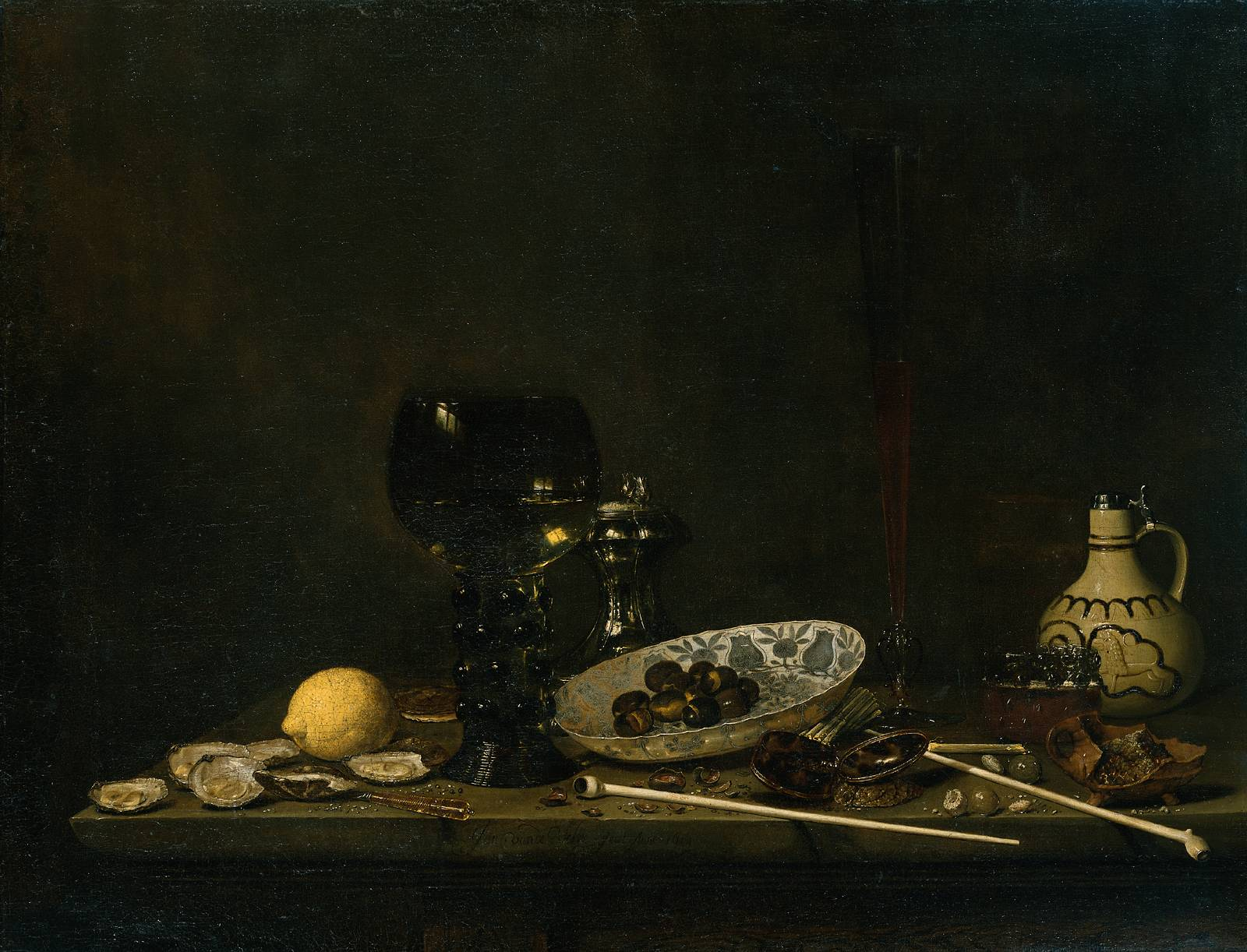
Jan Jansz. van de Velde Stillleben mit Austern, Wein und Rauchwerkzeug, 1651, Öl auf Leinwand, 69 × 89,5 cm, Rijksmuseum Amsterdam
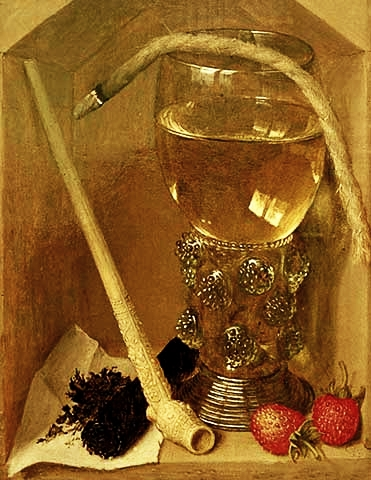
Georg Flegel Raucherstillleben in einer Nische, ca. 1630, Historisches Museum Frankfurt

### Nachschlagewerke
- Hermain Bazin & Horst Gerson & Rolf Linnenkamp u. a.: Kindlers Malerei-Lexikon. Kindler, Zürich 1985, S. 282–286 (Band 11).
- Allgemeines Künstlerlexikon (AKL). Die Bildenden Künstler aller Zeiten und Völker. K. G. Saur, München und Leipzig 1991ff., ISBN 3-598-22740-X.
- Walther Bernt: Die niederländischen Maler des 17.Jahrhunderts. 800 Künstler mit 1470 Abb. 3 Bd. Münchner Verlag, München 19XX.
- Erika Gemar-Költzsch: Holländische Stillebenmaler im 17. Jahrhundert. Luca-Verlag, Lingen 1995, ISBN 3-923641-41-9.
- Fred G. Meijer & Adriaan van der Willigen: A dictionary of Dutch and Flemish still-life painters working in oils. 1525–1725. Primavera Press, Leiden 2003, ISBN 90-74310-85-0.
- Wolf Stadler u. a.: Lexikon der Kunst. Malerei, Architektur, Bildhauerei. Karl Müller Verlag, Erlangen 1994, S. 167–176 (Band 11).
- Gerhard Strauss & Harald Olbrich: Lexikon der Kunst. Architektur, bildende Kunst, angewandte Kunst, Industrieformgestaltung, Kunsttheorie. Seemann, Leipzig 1994, S. 64–67 (Band 7).
- Ulrich Thieme, Felix Becker (Hrsg.): Allgemeines Lexikon der Bildenden Künstler von der Antike bis zur Gegenwart. Leipzig 1907 bis 1950.
- Hans Vollmer: Allgemeinem Lexikon der bildenden Künstler des XX. Jahrhunderts ergänzt. Leipzig 1953 bis 1962

### Monografien und Ausstellungskataloge
- Ingvar Bergström: Dutch still-life painting in the seventeenth century. Aus dem Schwedischen von Christina Hedström und Gerald Taylor. Faber & Faber, London 1956.
- Pieter Biesboer (u. a.): Pieter Claesz: (1596/7–1660), Meester van het stilleven in de Gouden Eeuw. (Aust.kat.: Frans-Halsmuseum Haarlem 2005). Uitgeverij Waanders BV, Zwolle 2004, ISBN 90-400-9005-X.
- Martina Brunner-Bulst: Pieter Claesz.: der Hauptmeister des Haarlemer Stillebens im 17. Jahrhundert. Kritischer Œuvrekatalog. Luca-Verlag, Lingen 2004, ISBN 3-923641-22-2.
- Sybille Ebert-Schifferer: Die Geschichte des Stillebens, Hirmer Verlag, München 1998, ISBN 3-7774-7890-3.
- Claus Grimm: Stilleben. Die italienischen, spanischen und französischen Meister. Belser, Stuttgart 1995, ISBN 3-7630-2303-8; Neuauflage 2001, 2010, ISBN 978-3-7630-2562-6
- Claus Grimm: Stilleben. Die niederländischen und deutschen Meister. Belser, Stuttgart/Zürich 1988 ISBN 3-7630-1945-6; Neuauflage 2001, 2010, ISBN 978-3-7630-2562-6
- Gerhard Langemeyer & Hans-Albert Peeters (Hrsg.): Stilleben in Europa. (Aust.kat.: Westfälisches Landesmuseum für Kunst und Kulturgeschichte Münster & Staatliche Kunsthalle Baden-Baden 1980). Landschaftsverband Westfalen-Lippe, Münster 1979.
- Norbert Schneider: Stilleben. Realität und Symbolik der Dinge; die Stillebenmalerei der frühen Neuzeit. Taschen, Köln 1989, ISBN 3-8228-0398-7.